# Ernest van Dyck
Ernest van Dyck (Anvers, 2 d'abril, 1861 - Berlaar voltants d'Anvers, 31 d'agost de 1923) fou un cantant d'òpera belga.
El seu èxit definitiu el tingué a Bayreuth amb Parsifal, la part de protagonista de la qual havia estudiat amb Félix Mottl. Considerat des de llavors com un dels millors artistes de l'època, actuà en els principals teatres d'Europa, figurant molts anys com a primer tenor del teatre de la Gran Òpera de París. Fou un dels cantants predilectes de Massenet, el qual li confià la part de Werther en estrenar-se l'òpera del mateix títol a Viena el 1892.
Encara que el seu repertori incloïa obres de tots els gèneres, on conquistà els aplaudiments més entusiastes fou en els rols on podia mostrar el seu fort temperament dramàtic i el seu complet domini dels efectes escènics. Conseqüència d'això fou la ben cimentada fama que assolí com a intèrpret wagnerià. En aquest tenor de veu poderosa, de magnífica dicció i gran figura tingueren Loge, Sigmund, Parsifal, Tristany, Sigfried, Tannhäuser i Lohengrin un admirable i celebrat intèrpret que rivalitzava amb els millors artistes de l'anomenada escola de Bayreuth.
Des de 1888 fins a 1898 actuà sense interrupció en el Teatre de l'Òpera de Viena, i diverses temporades en els de Nova York i Chicago.